# Microtus nasarovi
Microtus nasarovi (Полівка Назарова) — вид гризунів родини Хом'якові (Cricetidae).

## Поширення
Країни поширення: Вірменія, Азербайджан. Поширений в степах. Погано вивчений, уподобання середовища проживання і екологія подібні до Microtus daghestanicus

## Загрози та охорона
Загрози невідомі. Проживає в деяких природоохоронних територіях.

## Ресурси Інтернету
- Tsytsulina, K. 2008. Microtus nasarovi [Архівовано 9 листопада 2012 у Wayback Machine.]

| Панда | Це незавершена стаття з теріології. Ви можете допомогти проєкту, виправивши або дописавши її. |